# Municipio de East Carroll
El municipio de East Carroll (en inglés: East Carroll Township) es un municipio ubicado en el condado de Cambria en el estado estadounidense de Pensilvania. En el año 2000 tenía una población de 1.798 habitantes y una densidad poblacional de 27.5 personas por km².

## Geografía
El municipio de East Carroll se encuentra ubicado en las coordenadas 40°34′00″N 78°45′02″O / 40.56667, -78.75056.

## Demografía
Según la Oficina del Censo en 2000 los ingresos medios por hogar en la localidad eran de $36,771 y los ingresos medios por familia eran $42,273. Los hombres tenían unos ingresos medios de $30,302 frente a los $20,388 para las mujeres. La renta per cápita para la localidad era de $15,100. Alrededor del 9,5% de la población estaban por debajo del umbral de pobreza.